# Горячев, Василий Матвеевич
Василий Матвеевич Горячев (14.01.1906, Владимирская область — 20.11.1980) — советский военнослужащий, участник Великой Отечественной войны, полный кавалер ордена Славы, командир миномётного расчёта 215-го гвардейского стрелкового полка, гвардии сержант.

## Биография
Родился 1 января 1906 года в деревне Мальгино Собинского района Владимирской области. Член ВКП/КПСС с 1942 года. Окончил 3 класса. До войны переехал в город Павловский Посад Московской области. Работал столяром ремонтно-строительной конторы.
В Красной Армии с июня 1941 года. В боях Великой Отечественной войны с июля 1941 года. Воевал на Ленинградском, Западном, Сталинградском, Брянском, Центральном и 1-м Белорусском фронтах. В октябре 1941 года был ранен. Участвовал в Сталинградской и Курской битвах, форсировал Десну, Днепр, Буг, Вислу, Одер и Эльбу. За бои по ликвидации окружённой под Сталинградом группировки противника награждён орденом Отечественной войны 2-й степени.
Командир расчёта 120-миллиметрового миномёта 215-го гвардейского стрелкового полка гвардии сержант Горячев при форсировании реки Буг подавил огонь вражеской миномётной батареи и пулемётов противника.
При форсировании Вислы южнее города Пулавы, находясь в боевых порядках подразделений, на самодельном плоту переправился на противоположный берег и огнём миномёта содействовал захвату и расширению плацдармов.
Приказом командира 77-й гвардейской стрелковой дивизии от 25 августа 1944 года за мужество, проявленное в боях с врагом, гвардии сержант Горячев награждён орденом Славы 3-й степени.
В феврале 1945 года в 5 километрах южнее города Франкфурт-на-Одере из миномёта уничтожил противотанковое орудие и три пулемёта противника, чем способствовал продвижению наших подразделений.
Приказом по 69-й армии от 2 апреля 1945 года гвардии сержант Горячев награждён орденом Славы 2-й степени.
В районе города Лебус 16 апреля 1945 года, В. М. Горячев выдвинул миномёт на открытую позицию и, открыв огонь по изготовившемуся для контратаки врагу, уничтожил миномёт, три пулемёта, вывел из строя до взвода противников.
Указом Президиума Верховного Совета СССР от 15 мая 1946 года за мужество, отвагу и героизм, , гвардии сержант Горячев Василий Матвеевич награждён орденом Славы 1-й степени.
В октябре 1945 года демобилизован. Жил в городе Павловский Посад Московской области. Работал столяром.
Награждён орденами Славы 1-й, 2-й и 3-й степени, Отечественной войны 2-й степени, медалями.
Умер 20 ноября 1980 года.